# Брюс Суттер
Говард Брюс Суттер ([ˈsuːtər]; нар. 8 січня 1953 — пом. 13 жовтня 2022) — американський професійний бейсбольний пітчер, який грав 12 сезонів у Вищій лізі бейсболу (MLB) у 1976—1988 роках. Наприкінці 1970-х і на початку 1980-х років він був одним із головних реліверов у цьому виді спорту, ефективно використовуючи спліт-фінгер фастбол. Шестиразовий учасник Матчу всіх зірок і чемпіон Світової серії 1982 року, показники Суттер за кар'єру ERA становить 2,83 та 300 сейвів, це третій показник в історії MLB на момент його виходу на пенсію. У 1979 році Суттер отримав приз Сая Янга від Національної ліги (NL) як найкращий пітчер, а також чотири рази вигравав нагороду найкращому реліверу NL Rolaids. Він став єдиним пітчером, який п'ять разів очолював NL за сейвами (1979—1982, 1984).
Народився в Ланкастері, штат Пенсільванія, Суттер недовго навчався в Університеті Олд Домініон, а згодом у 1971 році підписав контракт з «Чикаго Кабс» як недрафтований вільний агент. Він грав клоузером п'ять років за «Кабс», чотири — за «Сент-Луїс Кардиналс» і три — за «Атланта Брейвз». Його поява у восьмому та дев'ятому інінґах гри частково стало початком більш спеціалізованої ери ролі клоузера. У середині 1980-х років у Суттера почалися проблеми з плечем, він переніс три операції до виходу на пенсію у 1989 році.
Суттера прийняли до Зали слави бейсболу у 2006 році, на 13-й рік його участі. «Кардиналс» також відзначили його зберігши за ним номер 42 у 2006 році та введенням до Зали слави «Кардиналс» у 2014 році. Суттер також працював консультантом нижчої ліги для «Філадельфії Філліз».

## Ранні роки
Суттер народився в родині Говарда та Тельми Суттер у Ланкастері, штат Пенсільванія. Його батько керував складом Farm Bureau в Маунт-Джой, штат Пенсільванія. Брюс був п'ятою дитиною з шести.
Суттер закінчив Донегальську середню школу у Маунт-Джой, де грав у бейсбол, футбол і баскетбол. Він був захисником і капітаном футбольної команди, а також капітаном баскетбольної команди, яка виграла чемпіонат району у його випускний рік. Його бейсбольна команда також виграла чемпіонат округу.

## Кар'єра

### Початок кар'єри
Після того, як його вибрали «Вашингтон Сенаторс» у 21-му раунді драфту MLB 1970 року, Суттер навчався в Університеті Старого Домініону. Він кинув навчання та повернувся до Ланкастера, щоб грати в напівпрофесійний бейсбол. Ральф Ділулло, скаут «Чикаго Кабс», підписав Суттера як вільного агента у вересні 1971 року. У 1972 році він зіграв у двох матчах нижчої ліги. У 19 років Суттеру зробили операцію на руці, щоб полегшити радікулопатію. Коли він оговтався після операції та повернувся у бейсбол за рік, Суттер зрозумів, що його попередні подачі більше не були ефективними. Він навчився спліт-фастболу від інструктора нижчої ліги Фреда Мартіна. Великі руки Суттера допомогли йому використовувати подачу, яка була модифікацією форкболу.
Суттер ледь не був звільнений «Кабсами», але досяг успіху, опанувавши нову подачу. Майк Круков, який у той час також був гравцем нижчої ліги в «Кабс», сказав: «Щойно я побачив, як він кидає, я зрозумів, що він збирається у вищу лігу». У 1973 році він зіграв 3–3, ERA — 4,13 і п'ять сейвів у 40 іграх у бейсболі класу А.
Суттер розділив сезон 1974 року між «Кі Вест Кончс» класу А та «Мідленд Кабс» класу АА. Хоча він закінчив сезон із загальним результатом 2–7, ERA 1,38 за 65 подач. Він повернувся у «Мідленд» у 1975 році та закінчив рік з результатом 5–7, ERA 2,15 і 13 сейвами. Суттер очолював команду по ERA та сейвам, коли вони виграли вимпел Західного дивізіону Техаської ліги. Сезон 1976 року він розпочав у складі класу AAA «Вічіта Ерос», провів лише сім ігор з командою, перш ніж перейти до вищої ліги.

### «Чикаго Кабс» (1976—1980)
Суттер приєднався до «Кабс» у травні 1976 року. Він зіграв у 52 іграх і завершив з результатом 6-3 (перемоги-поразки) та 10 сейвами. У 1977 році з показником ERA 1,34 приєднався до Матчу всіх зірок МЛБ і посів шосте та сьоме місця в голосуванні за нагороду NL призу Сая Янга та Найціннішого гравця відповідно. 8 вересня 1977 року Суттер вибив усіх трьох беттерів у 10 подачах у 9 іннинґу з 10 перемог з рахунком 3–2 над «Монреаль Экспос», ставши 12-м пітчером NL і 19-м пітчером в історії вищої ліги, якому вдався бездоганний інінґ.
Показник ERA Суттера зріс до 3,19 у 1978 році, кількість сейвів 27. У травні 1979 року «Кабс» придбали релівера Діка Тідроу. Тідроу входив у гру та робив кілька подач, потім Суттер здійснював сейв. Суттер завдячував Тідроу за значну частину свого успіху. Суттер провів 37 ігор за клуб, зрівнявшись з рекордом 1972 року Клея Керролла у NL і Роллі Фінгерса (1978), і отримав приз Сая Янга. Цей рік також став першим із п'яти сезонів, у якому він лідирував у лізі за кількістю сейвів. Суттер також отримав нагороду Rolaids і став релівером року. На додаток до 28 найкращих сейвів у лізі у 1980 році Суттер мав ERA 2,64 і завершив 5–8 перемог/поразок у 60 іграх. Його загальна кількість страйкаутів, яка перевищувала 100 у попередні три сезони, впала до 76.

### «Сент-Луїс Кардіналс» (1981—1984)

Суттер з «Кардиналас»

Суттер обміняли у «Сент-Луїс Кардіналс» на Леона Дарема, Кена Рейтца та гравця, якого мали назвати у грудні 1980 року. У 1981 році він п'ятий раз поспіль взяв участь у Матчі усіх зірок. Він зробив 25 сейвів, ERA 2,62 і посів п'яте місце в голосуванні за приз NL Сая Янга.
У 1982 році Суттер зробив 36 сейвів, посів третє місце в голосуванні за приз Сая Янга. Сейв Суттеру приніс перемогу на чемпіонаті 1982 року. «Кардиналс» виграли Світову серію 1982 року, і Суттеру приписують два сейви в цій серії, включно з сейвом у 7-й грі, який закінчився страйкаутом Гормана Томаса.
У 1983 році показники Суттера перемоги/поразки 9-10 і ERA 4,23, загальна кількість сейвів знизилася до 21. У квітні того ж року Суттер самостійно здійснив пікофф.
Суттер, який здобув нагороду Rolaids і ставав найкращим релівером у 1981, 1982 та 1984 роках, зрівняв рекорд Дена Квізенберрі за кількістю сейвів за сезон (45) у 1984 році. Рекорд MLB побив Дейв Рігетті (46) у 1986 році, а його рекорд NL побив Лі Сміт (47) у 1991 році. Під час сезону побиття рекорду Суттером він здійснивши рекордні 122+2⁄3 інінґи.

### «Атланта Брейвз» (1985—1988)
Суттер приєднався до «Атланта Брейвз» у грудні 1984 року як вільний агент. «Нью-Йорк таймс» повідомила, що за шестирічним контрактом Суттер отримав 4,8 мільйона доларів і 4,8 мільйона доларів на рахунок із відстроченим платежем під 13-відсоткову ставку. Газета підрахувала, що за цим рахуном Суттер буде отримувати 1,3 мільйона доларів на рік протягом 30 років після перших шести сезонів контракту. Суттер обрав «Брейвз» через краєвиди Атланти та його повагу до Теда Тернера та Дейла Мерфі.
Перед початком сезону 1985 року менеджер «Кардиналс» Вайті Герцог прокоментував сезон без Суттера: «Для мене Брюс — найкращий з усіх», — сказав Герцог. «Втратити його — це все одно, що Канзас-Сіті втратить Дена Квізенберрі… Я сказав Брюсу: „Слухай, ти подбав про своїх дітей, онуків і правнуків. Тепер, якщо мене звільнять у липні, ти подбаєш про мене та Мері Лу?“».
Після появи Суттера в Атланті лише два пітчери «Брейвз» заробили 25 або більше сейвів за сезон; у 1984 році «Брейвз» зробили 49 сейвів як команда, лише на чотири більше, ніж показник Суттера. У 1985 році показник ERA Суттера зріс до 4,48, а загальна кількість сейвів зменшилася до 23. До кінця сезону його турбувало защемлення нерва в правому плечі. Після сезону йому зробили операцію на плечі, і він вчасно відновився, щоб з'явитися у весняному тренувальному таборі у середині березня 1986 року.
Ближче до кінця березня 1986 року Суттер прокоментував своє одужання: «Я кидаю м'яч так сильно, як ніколи, але це не так швидко. Я не знаю, що буде. Я просто маю продовжувати кидати й дивитися. Поки що провалів не було. Сьогодні я почувався чудово, жодних проблем». Суттер розпочав сезон із результатом 2–0 і ERA 4,34 у 16 іграх. У травні його внесли у список непрацездатних через проблеми з рукою. 31 липня менеджер Чак Таннер оголосив, що Суттер, ймовірно, не повернеться у цьому сезоні.
У лютому 1987 року Суттер переніс операцію на плечі, третю операцію на руці, щоб видалити рубцеву тканину та сприяти загоєнню нервів. Щоб відновитися після операції, йому довелося пропустити весь сезон 1987 року. У 1988 році він повернувся до обмеженої активності у «Брейвз». Наприкінці травня Суттер заробив сейви підряд, спортивний журналіст Джером Гольцман схарактеризував його подачу як «Суттер у стародавні часи». Він закінчив рік із рекордом 1–4, ERA 4,76 і 14 сейвами у 38 іграх. Наприкінці вересня йому зробили артроскопічну операцію на правому коліні.

## Вихід на пенсію
У березні 1989 року Суттер мав справу з серйозним розривом ротаційної манжети плеча, і він визнав, що навряд чи повернеться в бейсбол. «Імовірність того, що я не зможу знову виступати, становить 99,9 відсотка», — сказав він. Генеральний менеджер Боббі Кокс сказав, що «Брюс не збирається йти на пенсію. Ми не збираємося його відпускати. Ми запишемо його у список непрацездатних на 21 день, а потім, ймовірно, перемістимо його до списку непрацездатних на 60 днів». Суттер планував повторно оцінити свій стан після трьох-чотирьох місяців відпочинку. «Брейвз» відпустили його того листопада.
Суттер завершив кар'єру, зробивши рівно 300 сейвів — на той час він став третім за цим показником після Роллі Фінгерса (341) і Гуса Госседжа (302). Його загальна кількість сейвів за кар'єру була рекордом NL, поки його не побив Лі Сміт у 1993 році.

## Зал слави
Суттер з'явився утринадцяте на голосуванні відбору до Залу слави бейсболу у 2006 році. Спортивний кореспондент Метью Ліч з MLB.com зазначив про високі шанси Суттера бути обраним; він зазначив, що Суттер матиме ще лише двічі обиратися до Залу слави. Суттер сказав, що не дуже часто думав про вступ. «Це просто честь бути у виборчому списку, але я не дуже про це думаю. Я не маю контролю над цим… Це не в моїх руках. Це виборці, це в їхніх руках. Я нічого не можу з цим вдіяти. Я більше не можу кидати… Є багато хлопців, які, на мою думку, мають бути в ньому, а не потрапили. Це для кількох особливих людей, які потрапили до Зали слави. Це не повинно бути легко», — сказав він. 10 січня 2006 року Суттера обрали до Зали слави бейсболу, отримавши 400 голосів із можливих 520 (76,9 %).
Оглядач MLB.com Майк Бауман пояснив затримку з вибором Суттера у Зал слави кількома факторами. Він зазначив, що перші п'ять сильних сезонів Суттер провів у «Кабс», команді, яка не отримувала особливої уваги в ті роки. Він також зазначив, що роль клоузера була відносно новою в історії бейсболу. Насамкінець він написав, що кандидатура Суттера постраждала, оскільки його кар'єра була обірвана травмами.
Під час вступу до Зали слави того липня Суттер був єдиним колишнім гравцем MLB. Проте до нього приєдналися 17 бейсболістів Негритянської ліги. Під час вступної промови Суттер сказав: «Я не грав у бейсбол уже 18 років, і з віком я стаю більш сентиментальним. Ви починаєте втрачати членів сім'ї та друзів. Є одноклубники, які пішли з життя. Ви починаєте думати про них, складаючи промову. Зазвичай я не емоційний хлопець. Мої діти сказали, що вперше побачили, як я плачу, коли мені зателефонували [йому сказали, що його обрано]. Тепер сьогодні. Думаю, зараз багато людей бачили, як я плачу». Джонні Бенч й Оззі Сміт одягли штучні бороди на вступну промову на честь Суттера. У Залі слави Суттера зобразили в кепці «Кардиналс».

## Інші відзнаки
Номер 42 Суттера, який він носив протягом усієї кар'єри, «Сент-Луїс Кардіналс» закріпили під час церемонії на Буш-Стедіум 17 вересня 2006 року. Він поділяє його із Джекі Робінсоном, чий номер 42 закріплений серед усіх команд MLB у 1997 році.
У листопаді 2010 року Суттера прийняли до Зали спортивної слави Сент-Луїса. Через кілька місяців Вайті Герцог прийняв цю честь замість Суттера, дружина якого госпіталізували з діагнозом рак. У січні 2014 року «Кардиналс» оголосили Суттера серед 22 колишніх гравців і співробітників, які з'явились в Музеї Зали слави «Кардиналс» у Сент-Луїсі у 2014 році.

## Особисте життя та смерть
Після виходу на пенсію Суттер залишився в Атланті з дружиною та трьома синами. Його син Чад був кетчером, який грав за університет Тулейн, його обрала команда «Нью-Йорк Янкіз» у 23-му раунді (711-й у загальному заліку) аматорського драфту 1999 року. Чад відіграв один сезон у нижчих лігах, а пізніше приєднався до тренерського штабу бейсбольної команди Тулейну.
23 серпня 2010 року Суттер став консультантом нижчої ліги «Філадельфія Філліс». Його найняли для оцінки перспектив пітчингу в командах класу AA та AAA.
Суттер помер у віці 69 років у госпісі в Картерсвіллі, штат Джорджія, 13 жовтня 2022 року від раку.